# Malo Polje (Słowenia)
Malo Polje – miejscowość w Słowenii w gminie Ajdovščina.